# Health (Rockband)
Health (Eigenschreibweise: HEALTH) ist eine im Jahr 2005 gegründete US-amerikanische Rockband aus Los Angeles, deren Musik oft als experimentell beschrieben wird. Ihre Musik bewegt sich zwischen Noise-Rock, Industrial und elektronischer Musik.

## Geschichte
Im Jahr 2006 produzierte Health das Debütalbum HEALTH für Lovepump Records, worauf 2007 eine Tour folgte. Im Jahr 2008 veröffentlichten sie das Remix-Album HEALTH//DISCO, welches unter anderem auch einen Remix von Crimewave von den Crystal Castles beinhaltet und vorwiegend gute Rezensionen bekam. 2009 folgte das zweite Album mit dem Titel Get Color.
Am 25. Juni haben Health das Remixalbum DISCO2 veröffentlicht. Darauf ist ein neues Lied der Band mit dem Titel USA BOYS enthalten, der als kostenloser Download angeboten wird.
Auf Tour war die Band bisher unter anderem mit Liars, Crystal Castles, No Age und Fuck Buttons.
Am 15. März 2012 wurde durch Pitchfork bekannt, dass Health für den Soundtrack des Videospiels Max Payne 3 verantwortlich zeigen. Der Soundtrack erschien am 23. Mai 2012 als Album. 2015 veröffentlichte Health das bislang letzte Studioalbum Death Magic. Im selben Jahr verließ Gitarrist Jupiter Keyes die Band.
Im Winter 2015 spielte Health den Live-Support auf der Europatour der New Yorker Indie-Rock-Band Interpol.
Health steuerte Songs für die Soundtracks der Videospiele Grand Theft Auto V, Cyberpunk 2077 und Need for Speed bei. 2017 nahmen sie eine Coverversion von New Orders Blue Monday für den Film Atomic Blonde auf.

## Diskografie
Studioalben
- 2007: Health (Lovepump United)
- 2009: Get Color (Lovepump United & City Slang)
- 2015: Death Magic (Loma Vista Recordings)
- 2019: Vol. 4: Slaves of Fear (Loma Vista Recordings)
- 2020: Disco4: Part 1 (Loma Vista Recordings)
- 2022: Disco4: Part 2 (Loma Vista Recordings)
- 2023: Rat Wars (Loma Vista Recordings)

Remixalben
- 2008: Health//Disco (Lovepump United)
- 2010: Health::Disco2 (Lovepump United)
- 2017: Disco3 (Loma Vista Recordings)
- 2021: Disco4+ (Eigenvertrieb)

Soundtrack-Alben
- 2012: Max Payne 3 (Rockstar Games)
- 2019: Grand Theft Auto Online: Arena War (Loma Vista Recordings)

Singles und EPs
- 2007: Crystal Castles vs. Health – Crimewave (Trouble Records; #9 UK Indie Singles Charts)
- 2007: Crystal Castles//Health 7" Split (Lovepump United)
- 2008: Perfect Skin +RMX 7Inch (Suicide Squeeze)
- 2008: Heaven +RMXS 12Inch (Flemish Eye)
- 2008: Triceratops//Lost Time +RMXS 12Inch (Tough Love Records)
- 2008: //M\\ 7Inch (No Pain In Pop)
- 2009: Die Slow/Before Tigers (Lovepump United)
- 2009: Die Slow/Before Tigers Remixes (Lovepump United)
- 2010: USA Boys (Lovepump United)
- 2012: Tears (Rockstar Games)
- 2015: New Coke (Loma Vista Recordings)
- 2015: Men Today (Loma Vista Recordings)
- 2016: Crusher (Adult Swim)
- 2017: Blue Monday (Back Lot Music)
- 2019: Hate You (Loma Vista Recordings, feat. JPEGMAFIA)
- 2021: Isn’t Everyone (Loma Vista Recordings, feat. Nine Inch Nails)
- 2021: Anti-Life (Loma Vista Recordings, feat. Tyler Bates)

Gastbeiträge
- 2024: The Drain (Bad Omens feat. Health & Swarm)